# Ioan de Kronstadt

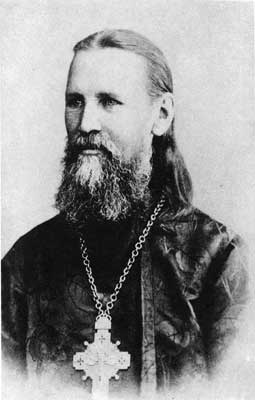
Ioan de Kronstadt.

Ioan de Kronstadt (în rusă Иоанн Кронштадтский), pe numele real Ivan Ilici Serghiev, (în rusă Иванъ Ильичъ Сергіевъ, n. 19/31 octombrie 1829, Sura⁠(d), RSFS Rusă, URSS – d. 20 decembrie 1908/2 ianuarie 1909, Kronstadt, Gubernia Sankt Petersburg⁠(d), Imperiul Rus) a fost un protoiereu mitrofor ortodox rus și membru al Sinodului Bisericii Ortodoxe Ruse (din 1906). Era cunoscut pentru spovedirea în masă a credincioșilor, pentru numeroasele minuni și acțiuni caritabile, precum și pentru vederile sale monarhiste, șovine, antisemite și anticomuniste.
Ioan este un sfânt al Bisericii Ortodoxe Răsăritene și, ca atare, este cunoscut sub epitetul „cel Drept”.

## Biografie

### Studiile teologice
S-a născut în satul nordic Sura, de lângă Marea Albă, din regiunea Arhanghelsk a Rusiei. Provenea dintr-o familie săracă, dar cucernică, tatăl său fiind paracliser (diaciok) al bisericii locale. La naștere, copilul părea atât de slab și fragil încât părinții lui s-au grăbit să-l boteze, dându-i numele Ivan în cinstea Sfântului Ioan de Rila, care era sărbătorit în acea zi.
Se cunosc puține lucruri despre primii săi ani de viață, mai ales din amintirile târzii ale persoanelor care l-au cunoscut. În autobiografia sa, el afirmă că părinții lui l-au dat la școala parohială din Arhanghelsk, dar a fost la început un elev mediocru deoarece studiul i se părea prea dificil. Cu toate acestea, s-a rugat cu ardoare și a primit inspirație, așa că a devenit un elev bun la învățătură și, după ce a absolvit Seminarul Teologic de la Arhanghelsk (1851), a fost admis ca student bursier la Academia Teologică de la Sankt Petersburg, capitala Imperiului Rus. Colegii lui de la Academie își aminteau că el vorbea permanent despre smerenie. În 1855 a absolvit Academia Teologică ca al 35-lea din cei 39 de studenți.

### Preot la Kronstadt
În timpul studiilor își dorea să devină misionar, dar după absolvire a întâlnit-o pe Elizaveta (1829-1909), fiica protoiereului Konstantin Nesvițki de la Catedrala „Sf. Andrei” din Kronstadt, și s-a căsătorit cu ea. A fost hirotonit diacon la 10 decembrie 1855 de către episcopul Hristofor Emmausski, vicar al mitropolitului de Sankt-Petersburg, în Catedrala Sfinții Petru și Pavel din Sankt Petersburg și apoi preot, la 12 decembrie 1855, în Catedrala „Sf. Andrei” din Kronstadt. A slujit timp de 53 de ani la această biserică, până la moartea sa. În 1875 a fost avansat protoiereu, în 1894 a fost numit rector al Catedralei „Sf. Andrei” și în 1899 a primit rangul de protoiereu mitrofor.
Ivan Serghiev a devenit un preot foarte pios, petrecându-și viața în rugăciune și penitență și vizitându-i pe săraci, pe care-i ajuta adesea cu haine și cu bani. După căsătorie, a refuzat în mod surprinzător să aibă relații sexuale cu soția sa, în ciuda plângerilor ei adresate autorităților bisericești.
Tânărul preot avea un comportament neobișnuit și a introdus unele practici inovatoare:
- Mergea pe stradă rugându-se permanent și ținându-și brațele încrucișate pe piept;
- A început să slujească liturghia în fiecare zi;
- În timpul slujbelor religioase se comporta foarte expresiv, abătându-se de la textul obișnuit și întorcând spatele la altar;
- A introdus practica spovedirii și împărtășirii frecvente (în loc de 1-2 ori pe an așa cum era obiceiul până atunci);
- A relaxat unele cerințe pentru împărtășirea credincioșilor (în special, a permis împărtășirea femeilor aflate în timpul menstruației, ceea ce era de obicei interzis).

Autoritățile bisericești nu au perceput pozitiv aceste inovații. Biograful Kizenko notează că, în unele aspecte, comportamentul lui Ioan era o reminiscență a practicii protestanților, iar în aspecte era copia practică a membrilor sectei Hlîsti. Cu toate acestea, această practică a atras atenția asupra tânărului preot și i-a permis să-și arate carisma. Treptat, preotul Ioan a adunat un cerc de admiratori persistenți, care doreau să i se spovedească și să fie împărtășiți doar de el. Majoritatea covârșitoare a acestora erau femei. O parte dintre admiratorii lui Ioan au format o sectă a „ioaniților”, care era condusă de fiica spirituală a lui Ioan: Matriona Ivanovna Kiseleva. Kiseleva a primit în sectă numele Porfiriia sau „Theotokos”. Ioaniții credeau că lumea, așa cum o cunoșteau, urma să se sfârșească - probabil după revoluție - și că oamenii puteau să se mântuiască doar prin căutarea lui Dumnezeu, urmându-l pe preotul Ioan. Unii credeau că părintele Ioan era profetul Ilie, alții că era Isus Hristos, iar încă alții că era Domnul Savaot. Ioaniții răspândeau povești despre „minunile” lui Ioan și vindeau obiecte care îi aparțineau și agheasma, care fusese sfințită de el.
Preotul Ioan de Kronstadt a devenit cunoscut în întreaga Rusie după publicarea unui articol dedicat lui în ziarul Novoe Vremia (în traducere Vremea nouă) în 1883. Novoe Vremia era un ziar proguvernamental conservator, cu puternice idei antisemite (de exemplu, în afacerea Dreyfus de mai târziu a susținut poziția procurorului și l-a atacat pe Émile Zola). Într-un număr al ziarului a apărut un articol în care 16 persoane au spus că au fost vindecate prin rugăciunile preotului Ioan care le-a recomandat să trăiască după voia lui Dumnezeu și să se împărtășească cât mai des posibil. Acest articol a fost discutat în ședința Sfântului Sinod al Bisericii Ortodoxe Ruse, cel mai înalt for bisericesc, deoarece publicarea sa, fără cenzură religioasă, era o intervenție în treburile Bisericii. Ierarhii Sinodului erau dezorientați, iar mitropolitul Isidor Nikolski (superiorul ierarhic al preotului Ioan) era nemulțumit, dar nu au putut să ia nicio măsură.
Ioan a înființat o organizație specială de ajutorare denumită „Casa Industriei”, care a fost deschisă la Kronstadt în 1882. Această organizație avea o biserică proprie, o școală elementară pentru băieți și fete, un orfelinat, un spital pentru toți bolnavii care veneau acolo, o pensiune, o librărie publică cu acces gratuit, un adăpost pentru cei săraci care găzduia 40.000 de oameni în fiecare an, mai multe ateliere unde cei săraci munceau pentru a câștiga bani, o cantină publică ieftină care oferea aproximativ 800 de mese gratuite în timpul sărbătorilor și un motel pentru călători.
La începutul anilor 1890 preotul Ioan devenise atât de cunoscut că zilnic veneau la el mii de oameni din toată Rusia. El practica spovedanii în masă, în cursul cărora mii de oameni își mărturiseau păcatele și intrau într-o stare de frenezie, adesea însoțită de isterie și lacrimi. Chiar și țarul Alexandru al III-lea al Rusiei l-a chemat în 1894 pe preotul Ioan la Palatul Livadia din Crimeea, încercând să se vindece de o boală incurabilă. Ioan a pretins mai târziu că a înviat morții, dar că nu a reușit să-l vindece pe țar prin rugăciunile sale. Preotul a fost venerat încă din timpul vieții ca sfânt, datorită faimei sale de rugător, vindecător și vizionar. Membrii sectei „Ioanniții” au ajuns să afirme că părintele Ioan era chiar Dumnezeu.

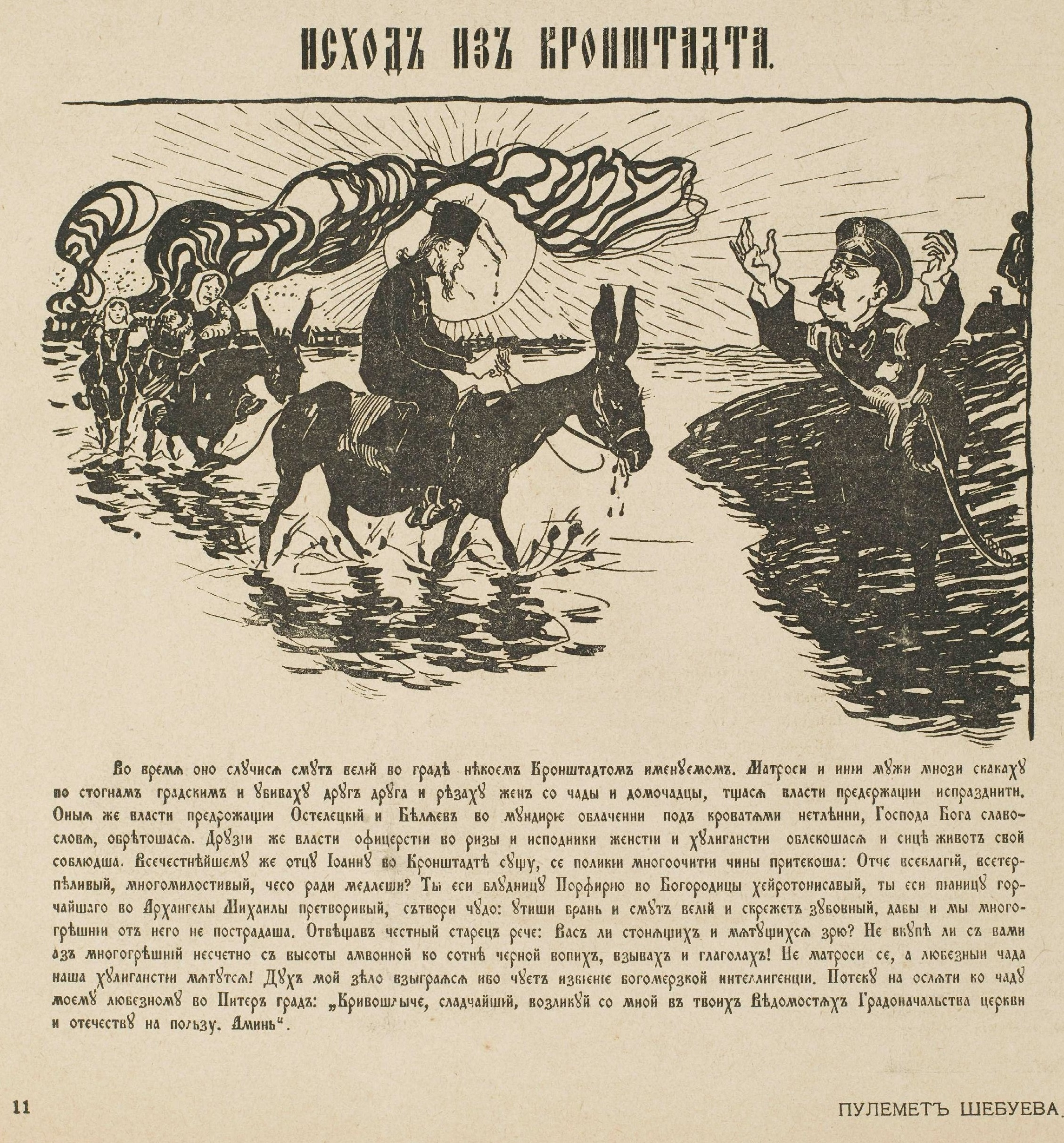
Fuga lui Ioan de Kronstadt și întâmpinarea sa la Sankt Petersburg de către consilierul de stat Mihail Krivoșlîk. Caricatură din revista « Pulemet » nr. 1. (1905). Biblioteca Publică din New York. Caricatura este însoțită de texte batjocoritoare: unul deasupra și altul dedesubt.

Ioan i-a condamnat pe participanții la Pogromul de la Chișinău din 1903, dar apoi s-a răzgândit, și-a cerut scuze celor pe care i-a ponegrit și i-a acuzat pe evrei pentru producerea pogromului. În timpul Revoluției ruse din 1905, el a contribuit la organizarea membrilor mișcării Sutele Negre ca miliție pentru a ajuta poliția în lupta împotriva extremiștilor de stânga și pentru a restabili ordinea. După Proclamația din octombrie, a fost unul dintre fondatorii Uniunii Poporului Rus.
Ioan a fost singurul dintre preoții Catedralei Sf. Andrei care a fugit din Kronstadt în timpul Revoltei din 1905; restul preoților de la Catedrala „Sf. Andrei” au rămas pe loc și i-au îndemnat pe rebeli să oprească revolta. Presa l-a acuzat de lașitate pe Ioan după acest gest, iar revistele au publicat caricaturi ale fugii preotului.
Lev Tolstoi, Nikolai Leskov și Maxim Gorki au avut păreri negative cu privire la Ioan de Kronstadt. Gorki l-a numit pe Ioan de Kronstadt «artistul bisericilor imperiale».
În 1909 țarul Nicolae al II-lea a emis un decret prin care instituia comemorarea Sfântului Ioan în Biserica Ortodoxă Rusă. Ulterior, Sfântul Sinod al Bisericii Ortodoxe Ruse a emis un edict pentru prăznuirea Sfântului Părinte Ioan în fiecare an, în ziua morții sale.
În 1964 Ioan de Kronstadt a fost canonizat de Biserica Ortodoxă Rusă din afara Rusiei în prima canonizare independentă de Patriarhia Moscovei. Sfântul Ioan Maximovici de San Francisco a jucat un rol activ în pregătirea canonizării Sf. Ioan. Arhimandritul Constantin Zaițev, un binecunoscut ideolog conservator al ROCOR, credea că cei mai puternici patroni cerești ai Rusiei erau preotul Ioan de Kronstadt și țarul Nicolae al II-lea, împreună cu familia sa.
În 1990, după punerea în aplicare a reformelor din cadrul programului Perestroika și liberalizarea vieții bisericești în URSS, Ioan a fost canonizat de Patriarhia Moscovei.
Icoanele Sfântului Ioan de Kronstadt îl portretizează adesea ținând în mână un potir de împărtășanie, pentru că el a reînviat în Biserica Ortodoxă Rusă tradiția apostolică a împărtășirii credincioșilor la fiecare sfântă liturghie.
Viața și opera sa sunt comemorate în zilele de 20 decembrie/2 ianuarie și 19 octombrie/1 noiembrie.
Mănăstirea Ioannovski (a doua cea mai mare comunitate monahală din Sankt Petersburg) este strâns legată de numele lui Ioan de Kronstadt: a fost întemeiată de protoiereul Ioan, care a îngrijit-o din punct de vedere spiritual în timpul vieții sale. Moaștele Sfântului Ioan se află în această mănăstire.
Monumentele ale Sfântului Ioan de Kronstadt au fost amplasate la Kronstadt, Irkutsk și Moscova. Casa din Kronstadt în care a locuit preotul Ioan, aflată pe strada Posadskaia nr. 21, este acum muzeu.

## Traduceri ale operelor sale
- Predigt am Tage der Einführung der Allgepriesenen Jungfrau Maria in den Tempel traducere de Karl Christian Felmy (în germană)
- Predigt über die Kommunion der heiligen Geheimnisse traducere de Karl Christian Felmy (în germană)
- Mein Leben in Christo. Aus dem Tagebuch, traducere de S. H. Kurio, München, 2008, ISBN: 978-3-935217-33-0.
- Blessed Father John of Kronstadt on Prayer (Jordanville, 1966)
- Counsels on the Christian Priesthood, traducere de W. J. Grisbrooke (Crestwood, 1994)
- Spiritual Counsels of Father John of Kronstadt, traducere de E. E. Goulaev (Londra, 1967)
- My Life In Christ Or Moments of Spiritual Serenity ... Extracts From The Diary Of ... John Ilyich Sergieff ... Cronstadt ... traducere de E. E. Goulaeff (1897)
- My Life in Christ at archive.org
- Sorrow and Joy: A Homily on the Day of the Nativity of the Most Holy Mother of God at pravoslavie.ru

## Legături externe
- Saint John of Kronstadt, orthodoxwiki.org
- Biography of St John of Kronstadt, CCEL
- fi  Pyhä Johannes Kronstadtilainen
- Wolfgang Heller (1992). "Johannes von Kronstadt, Ioann Kronštadtskij (= Ivan/Ioann Il'ič Sergiev)". In Bautz, Friedrich Wilhelm (ed.). Biographisch-Bibliographisches Kirchenlexikon (BBKL) (in German). 3. Herzberg: Bautz. cols. 448–451. ISBN 3-88309-035-2.
- ru  Surskiy I.K. Holy father Ioann of Kronstadt
- ru  Biography at www.ortho-rus.ru
- John of Kronstadt pe YouTube
- Works by or about John of Kronstadt at Internet Archive
- Works by John of Kronstadt at LibriVox (public domain audiobooks)